# Holloway, Ohio
Holloway är en ort i Belmont County i delstaten Ohio, USA.